# Фаторија (Арецо)
Фаторија је насеље у Италији у округу Арецо, региону Тоскана.
Према процени из 2011. у насељу је живело 295 становника. Насеље се налази на надморској висини од 276 м.